# Louhi Planitia
La Louhi Planitia è una formazione geologica della superficie di Venere.
Prende il nome da Louhi, la regina di Pohjola nella mitologia ugro-finnica.